# Seroconversão
Em imunologia, seroconversão é o intervalo de tempo durante o qual um anticorpo específico se desenvolve como resposta a um antígeno e se torna detectável no soro.
No caso da infecção por VIH, corresponde também à passagem de um doente da primeira fase da infecção por HIV para a segunda (fase de latência). Nesta segunda fase os níveis de Linfócitos T CD4+ mantêm-se acima dos 350/ml de sangue. Considera-se um doente seropositivo se estiver na fase de latência.